# Marco Ripesi
Marco Ripesi (Roma, 26 maggio 1971) è un ex giocatore di calcio a 5 e allenatore di calcio a 5 italiano, campione europeo con la nazionale italiana nel 2003.

## Carriera

### Giocatore
Ripesi ha giocato 60 partite con la nazionale italiana, con cui ha disputato tre campionati europei: nel 1999 gli azzurri hanno vinto la medaglia di bronzo mentre quattro anni più tardi sono divenuti, per la prima volta,  campioni continentali. Ripesi ha partecipato inoltre al campionato mondiale 2004 in cui l'Italia è stata sconfitta in finale dalla Spagna per 2-1. 

### Allenatore
Nel 2011 frequenta il corso per l'abilitazione ad allenatore di calcio a cinque di primo livello.

## Palmarès

### Club
- Campionato italiano: 2
  - Lazio: 1997-98
  - Perugia: 2004-05
- Coppa Italia: 3
  - Lazio: 1997-98, 1998-99, 2002-03
- Supercoppa italiana: 1
  - Perugia: 2005
- Campionato di Serie A2: 2
  - Perugia: 2001-02
  - Cinecittà: 2005-06
- Coppa Italia di Serie A2: 1
  - Perugia: 2001-02

### Nazionale
- Campionato d'Europa: 1

Italia 2003